# Châtillon-sur-Chalaronne
Châtillon-sur-Chalaronne [ʃatijɔ̃ syʁ ʃalaʁɔn] ist eine französische Kleinstadt mit 5154 Einwohnern (Stand 1. Januar 2022) im Département Ain in der Region Auvergne-Rhône-Alpes.

## Geografie
Châtillon-sur-Chalaronne liegt am Ufer des Flusses Chalaronne im Westen des Départements im Zentrum der Landschaft Dombes.

## Geschichte
Jahrhundertelang hieß der Ort Chatillon en Dombes oder Châtillon-lès-Dombes, bis im 20. Jahrhundert der heutige Name amtlich wurde. Im 13. Jahrhundert predigte hier der Inquisitor Stephan von Bourbon gegen die Verehrung des Hundes Guinefort als Heiligen.
In Châtillon-sur-Chalaronne gründete der heilige Vinzenz von Paul 1617 die Keimzelle des Caritas-Ordens der Töchter der christlichen Liebe. Daran erinnert eine Vinzenz-Statue von Émilien Cabuchet.

### Bevölkerungsentwicklung
| Jahr                       | 1962 | 1968 | 1975 | 1982 | 1990 | 1999 | 2006 | 2012 | 2020 |
| Einwohner                  | 2608 | 2678 | 3241 | 3518 | 3786 | 4137 | 4813 | 4957 | 4968 |
| Quellen: Cassini und INSEE |      |      |      |      |      |      |      |      |      |

## Verkehr
Seit 1879 ist Châtillon mit der Eisenbahn erreichbar. In diesem Jahr wurde die meterspurige, gut elf Kilometer lange Nebenbahn-Strecke nach Marlieux eröffnet. Betreiber war die Compagnie du chemin de fer de Marlieux à Châtillon. In Marlieux bestand Anschluss an die 1866 in Betrieb genommene Bahnstrecke Lyon–Bourg-en-Bresse. 1898 kam in Châtillon eine weitere, 47 Kilometer lange Strecke mit einem zweiten Bahnhof hinzu, dem sogenannten Südost-Bahnhof, die von der Régie départementale des tramways de l’Ain (RDTA) unterhalten wurde. Wegen zunehmendem Autoverkehr wurde die Strecke bald unwirtschaftlich und musste bereits 1937 geschlossen werden. Der Bahnhof Marlieux heißt seitdem Marlieux-Châtillon und wird vom TER Rhône-Alpes bedient.

## Sehenswürdigkeiten
Sehenswert sind die Ruine des Alten Schlosses (erbaut um 1000, zerstört 1598), das Markthallengebäude aus dem 17. Jahrhundert, das Alte Hospital von 1727, das heute ein heimatkundliches Museum beherbergt, sowie die Pfarrkirche St. Andreas. Markthalle, Hospital und Kirche zählen zu den nationalen Monuments historiques. Im Ortskern gibt es zahlreiche malerische Fachwerkhäuser.

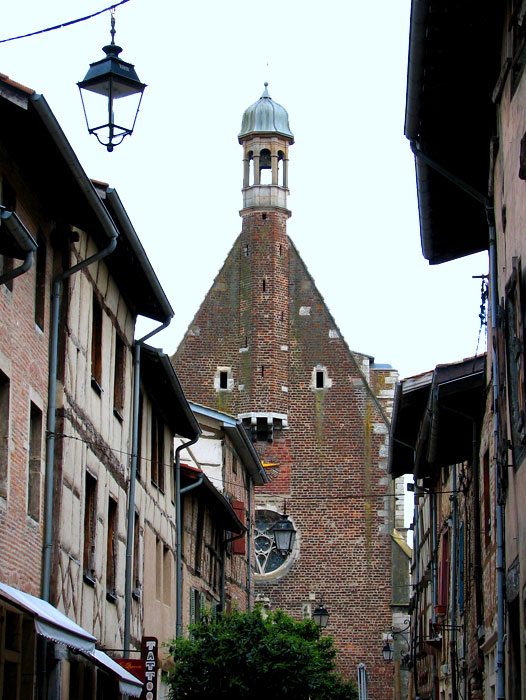
Kirche
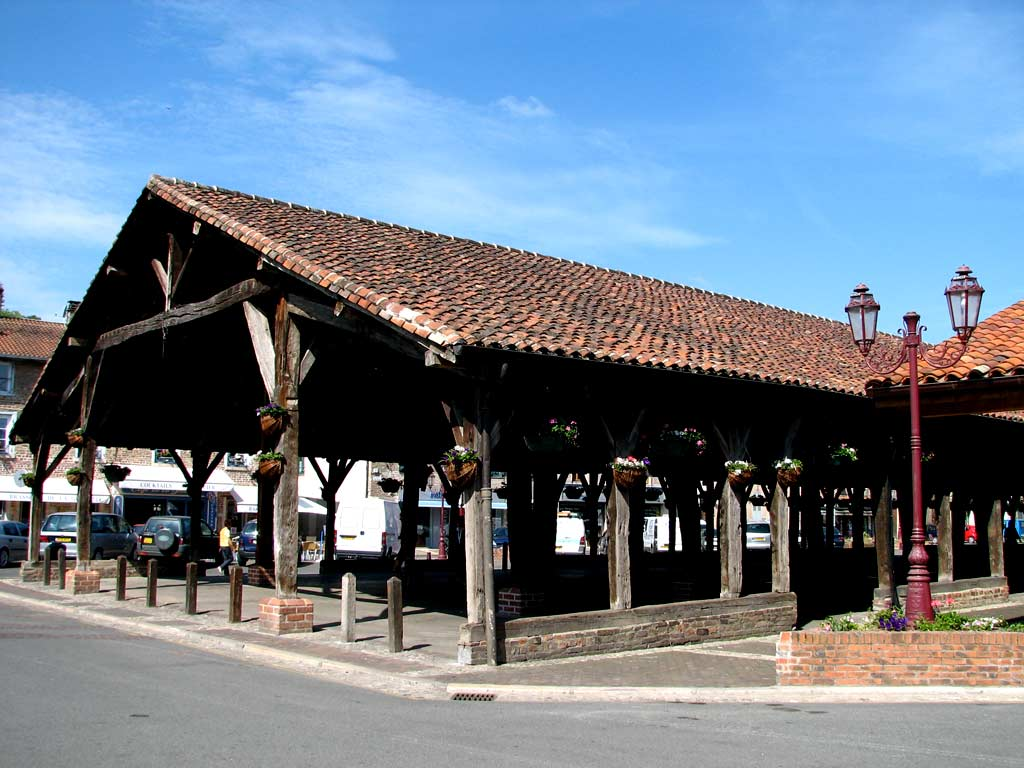
Historische Markthalle
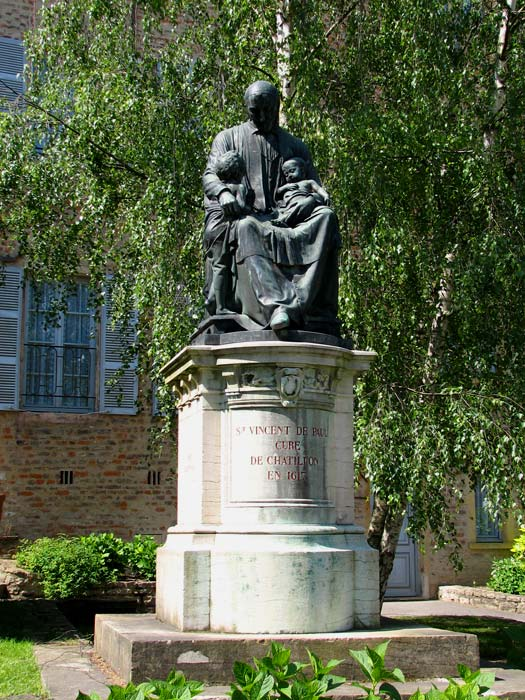
Denkmal Vinzenz von Paul
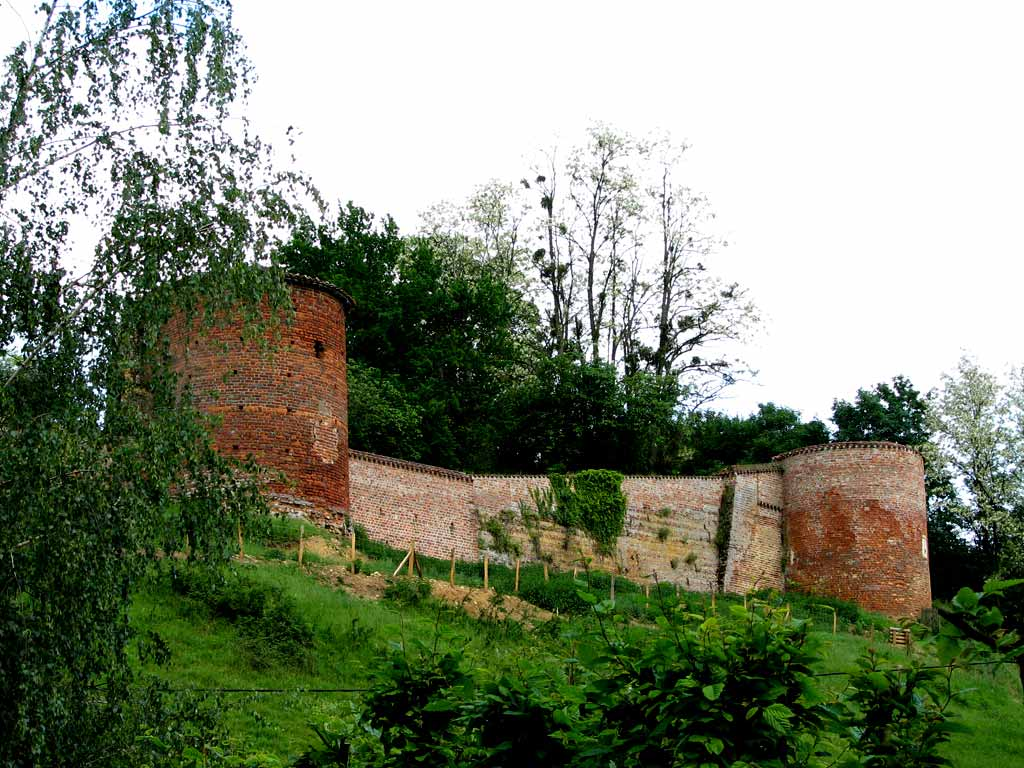
Befestigungsreste des Schlosses, dem Châtillon seinen Namen verdankt

## Städtepartnerschaften
Châtillon-sur-Chalaronne pflegt Partnerschaften mit Wächtersbach in Deutschland, mit Colceag in Rumänien sowie mit Goundam in Mali.

## Persönlichkeiten
- Philibert Commerçon (1727–1773), Botaniker
- Georges Lagrange (1929–2014), römisch-katholischer Geistlicher, Bischof von Gap 1988–2003